# Fontanelle (Iowa)
Fontanelle ist eine Kleinstadt (mit dem Status „City“) im Adair County im US-amerikanischen Bundesstaat Iowa. Das U.S. Census Bureau hat bei der Volkszählung 2020 eine Einwohnerzahl von 676 ermittelt.

## Geografie
Fontanelle liegt im mittleren Südwesten Iowas, rund 120 km östlich des Missouri River, der die Grenze zu Nebraska bildet. Die Grenze zum südlich benachbarten Bundesstaat Missouri ist rund 90 km von Fontanelle entfernt.
Die geografischen Koordinaten von Fontanelle sind 41°17′23″ nördlicher Breite und 94°33′42″ westlicher Länge. Das Stadtgebiet erstreckt sich über eine Fläche von 2,49 km² und ist Bestandteil der Summerset Township.
Nachbarorte von Fontanelle sind Greenfield (9 km ostnordöstlich), Bridgewater (11,7 km südwestlich) und Massena (19 km westsüdwestlich).
Die nächstgelegenen Großstädte sind Iowas Hauptstadt Des Moines (105 km ostnordöstlich), Kansas City in Missouri (278 km südlich) und Nebraskas größte Stadt Omaha (129 km westlich).

## Verkehr
Der in West-Ost-Richtung verlaufende Iowa Highway 92 bildet die Hauptstraße von Fontanelle. Alle weiteren Straßen sind untergeordnete Landstraßen, teils unbefestigte Fahrwege sowie innerörtliche Verbindungsstraßen.
Mit dem Greenfield Municipal Airport befindet sich 12,7 km ostnordöstlich ein kleiner Flugplatz. Der nächste Verkehrsflughafen ist der Des Moines International Airport (101 km ostnordöstlich).

## Geschichte
Fontanelle wurde 1855 planmäßig angelegt. Benannt ist die Stadt nach einem Trapper der American Fur Company.
Zuerst trug die Stadt den Namen Summerset und war der erste County Seat des Adair County. Das erste Courthouse wurde ein Jahr später fertiggestellt. Eine 1874 abgehaltene Volksabstimmung hatte die Verlegung des Verwaltungssitzes nach Greenfield zum Ergebnis, da diese Stadt näher am geografischen Zentrum des Countys lag.

## Bevölkerung
Nach der Volkszählung im Jahr 2010 lebten in Fontanelle 672 Menschen in 304 Haushalten. Die Bevölkerungsdichte betrug 269,9 Einwohner pro Quadratkilometer. In den 304 Haushalten lebten statistisch je 2,11 Personen.
Ethnisch betrachtet bestand die Bevölkerung mit zwei Ausnahmen nur aus Weißen. Unabhängig von der ethnischen Zugehörigkeit waren 0,6 Prozent der Bevölkerung spanischer oder lateinamerikanischer Abstammung.
22,2 Prozent der Bevölkerung waren unter 18 Jahre alt, 51,5 Prozent waren zwischen 18 und 64 und 26,3 Prozent waren 65 Jahre oder älter. 52,4 Prozent der Bevölkerung waren weiblich.
Das mittlere jährliche Einkommen eines Haushalts lag bei 37.045 USD. Das Pro-Kopf-Einkommen betrug 20.717 USD. 10,5 Prozent der Einwohner lebten unterhalb der Armutsgrenze.